# Церковь Никиты Мученика (Поречье-Рыбное)
Церковь Никиты Мученика — храм в посёлке Поречье-Рыбное Ростовского района Ярославской области.
Вместе с церковью Петра и Павла и пятиярусной колокольней составляют единый архитектурный ансамбль.

## История
Первоначально был построен деревянный храм. Затем на его месте был сооружён одноглавый каменный, тёплый храм из кирпича. Его ориентация по сторонам света нарушена — небольшая апсида находится с западной стороны, что встречалось в культовом зодчестве XVII—XIX веков. Церковь имела два престола — Никиты Мученика и Трёх Святителей. Рядом с храмом была построена колокольня высотой 44 церковных сажени. Из-за неверного пересчета саженей высота колокольни долгое время считалась 93,72 метра, с титулом "самая высокая колокольня России, расположенная не в городе". Однако, согласно чертежам 1975 года высота колокольни с крестом составляет 83,7 м, а согласно проведённому в 2017 году лазерному сканированию — 81,92 м.
Согласно распространённой легенде, колокольню церкви Никиты Мученика построил простой крестьянин Алексей Степанович Козлов. Это является мифом. Хотя к возведению колокольни Козловы отношение имели. Его отец — Степан Иванович — был в конце XVIII века церковным старостой. Семья Козловых была богата — имела салотопный и свечной заводы. Алексей Степанович Козлов во время завершения строительства колокольни являлся бурмистром села Поречья-Рыбного. На четвёртом ярусе колокольни располагались куранты, она имела набор из 21 колокола. Самый тяжёлый колокол весил более 5,5 тонн.
После Октябрьской революции храм превратили в клуб. Но во время гонений на церковь ни храм, ни колокольня не были разрушены. В 1930 году храм был закрыт, а колокола сброшены и разбиты.  В 1996 здание церкви горело, после чего её закрыли она пришла в упадок, находясь в полуразрушенном состоянии по настоящее время.
В 2025 году наследник местных крестьян Архиповых передал в музей-заповедник «Ростовский Кремль» хранившийся в семье бронзовый осколок сброшенного почти сто лет назад колокола размером 15 на 16 сантиметров.